# ハッピー・バースデー (the pillowsの曲)
「ハッピー・バースデー」は、the pillowsの35枚目のシングル。バンド結成記念日である2013年9月16日にavex traxから発売された。

## 概要
約1年間の活動休止期間を経て、前作「エネルギヤ」から1年9か月ぶりに発売されたシングル。

2013年9月16日をもってバンド結成25周年期間に突入する結成25周年記念シングルとして発売された。

表題曲「ハッピー・バースデー」は、“自殺未遂を繰り返す人の心情ってどういうものなんだろう？”という発想が出発点になっており、“死んでもいいと思っても結局死ななかった”という事実に対するある種イヤミの言葉・強烈な皮肉が「ハッピー・バースデー」であるとしている。

また山中は、これまで曲のタイトルにはオリジナリティのある言葉を使うことが多かったが、この曲にはあえて「バイバイ」や「ありがとう」のような日常の言葉を付けたかったとインタビューで答えている。

カップリング曲「クオーター 莫逆（ばくげき）の友」は、25周年（1世紀の4分の1）というキーワードを元に詞が書かれた。
加えて、これまでのピロウズはロゴの剣マークやマスコットキャラクター・バスター君のカラーリングなどで「3」で数えることが多かったが、サポートベーシストの鈴木淳や、活動休止期間中に発表した山中のソロアルバム『破壊的イノベーション』のアルバムツアーに参加したコアなファンも含めて「4」「4分の1」とカウントしたいという意味も込められている。

初回限定版の特典DVDとして「ハッピー・バースデー」「都会のアリス」のMVが収録されているが、後に「クオーター 莫逆の友」のMVも制作され、2014年発売のMV集『REVIVAL OF MOTION PICTURES』に3曲とも収録された。

## 収録曲
（作詞・作曲：山中さわお）
1. ハッピー・バースデー   (4:36)
2. 都会のアリス   (3:26)
3. クオーター 莫逆の友   (4:30)

## DVD
1. ハッピー・バースデー （MV）
2. 都会のアリス （MV）